# Gran Turismo 7
Gran Turismo 7 — комп'ютерна гра в жанрі гоночного симулятора, розроблена Polyphony Digital і видана Sony Interactive Entertainment. Є восьмою основною грою в серії ігор Gran Turismo. Гра була анонсована 11 червня 2020 на трансляції з показом PlayStation 5 ; спочатку випуск гри був призначений на 2021, проте пізніше реліз був відкладений до 2022. 10 вересня 2021 року компанія оголосила дату виходу гри на платформах PlayStation 4 і PlayStation 5 — 4 березня 2022 року.

## Ігровий процес
Головне меню гри, представлене в геймплейному трейлері, схоже на стилістику з меню Gran Turismo 4. GT7 стане першою грою в серії після Gran Turismo 6 з підтримкою режиму GT Simulation Mode, що є давньою особливістю однокористувацької кампанії. Серед інших показаних класичних функцій — повернення традиційних трас та машин, особливих заходів, чемпіонатів, школи водіння, магазину запчастин для тюнінгу, автосалону для вживаних машин та GT Auto; між тим, у грі залишаться режими GT Sport Mode, Brand Central і Discover, введені в Gran Turismo Sport.
Гра буде використовувати можливості контролера DualSense PlayStation 5, движка Tempest Engine, апаратного трасування променів і тривимірного аудіо для підвищення ефекту занурення в гру. Завдяки збільшенню обчислювальної потужності та включення нестандартного твердотільного накопичувача в PlayStation 5, у грі знизиться час завантажень, а графіка відображатиметься у роздільній здатності 4K та фреймрейтом 60 кадрів на секунду з підтримкою HDR.

## Розробка та випуск
В інтерв'ю GTPlanet у липні 2019 року автор серії Кадзунорі Ямауті заявив, що наступна частина серії Gran Turismo знаходиться в активній стадії розробки. Ямауті підтвердив, що особливу увагу в грі буде приділено тонкому настроюванню класичного досвіду GT, додавши: «я думаю, наступна гра, яку ми зараз створюємо, буде комбінацією минулого, сьогодення та майбутнього — досконалою формою Gran Turismo».
Gran Turismo 7 була вперше показана на трансляції Sony, присвяченій PlayStation 5, 11 червня 2020 року. Гра розробляється студією Polyphony Digital, а видавцем на PlayStation 5 виступає Sony Interactive Entertainment. Випуск гри був призначений спочатку на 2021 рік, проте потім випуск був перенесений на 4 березня 2022 року.

## Відгуки
| Агрегатор  | Оцінка       |
| ---------- | ------------ |
| Metacritic | 87/100 (PS5) |

| Видання        | Оцінка  |
| -------------- | ------- |
| Destructoid    | 8.5/10  |
| Edge           | 9/10    |
| Eurogamer      | 8/10    |
| Game Informer  | 8.75/10 |
| GameRevolution | 8.5/10  |
| GameSpot       | 8/10    |
| GamesRadar+    | [ 31 ]  |
| Hardcore Gamer | [ 32 ]  |
| IGN            | 9/10    |
| Pocket Gamer   | 7,7/10  |
| Push Square    | [ 35 ]  |
| VG247          | [ 36 ]  |
| Игромания      | [ 37 ]  |

Гра отримала переважно позитивні відгуки преси, згідно з агрегатором рецензій Metacritic — середньозважена оцінка склала 87/100 для версії на PlayStation 5.

### Нагороди
| Рік  | Нагорода                        | Категорія                          | Результат | Примітки |
| ---- | ------------------------------- | ---------------------------------- | --------- | -------- |
| 2022 | The Game Awards 2022            | Найкраща спортивна/гоночна відогра | Перемога  | [ 38 ]   |
| 2022 | The Game Awards 2022            | Best Audio Design                  | Номінація | [ 38 ]   |
| 2023 | 26-й щорічний D.I.C.E. Нагороди | Гоночна відеогра року              | Перемога  | [ 39 ]   |